# روميو ريفيرا
روميو ريفيرا هو ممثل فلبيني، ولد في 12 يوليو 1939.

## وصلات خارجية
- روميو ريفيرا على موقع IMDb (الإنجليزية)
- روميو ريفيرا على موقع قاعدة بيانات الفيلم (الإنجليزية)